# 일양약품
일양약품(一洋藥品, IL-Yang Pharmaceutical)은 대한민국의 의약품 제조·업체 회사이다. 본사·공장은 경기도 용인시 기흥구 하갈동에 위치해 있다.

## 역대 슬로건
- 내일의 건강을 약속하는 (1968~1969)
- 건강은 최대의 자본 (1970)
- 위장약 노루모 메이커 (1970)
- 중년기 정력에 원비 (1971~1972)
- 생명에 대한 책임을 다하는 기업 (1981~1994,2024~현재)
- 인류 건강을 위한 (1995)
- 신약 개발의 글로벌 리더 (2010~2020)
- 좋은 약을 찾아 향해하는 글로벌 제약회사 (2020~현재)

## 역사
- 1946년 7월 1일 일양약품 전신인 공신약업사로 설립되었다 창업자는 정형식 명예회장이다 (정형식 회장은 17세의 나이로 우에무라 제약소에 입사해 제약업계와 인연을 맺었다.)
- 1946년 의약품과 화공약품을 팔던 한성약관을 인수해 공신약업사를 세웠다.
- 1957년 7월 정 회장은 당시 위산과다로 고생하고 있었는데, 이것이 노루모를 만든 계기의 시작이었다.
- 1959년 생산공장을 성북구 하월곡동 24번지로 이전 (109평으로 규모 확대)
- 1960년 회사 이름을 공신약업사에서 일양제작소로 변경하였다. 일양은 '하나에서 출발해 바다를 이룬다'라는 뜻으로 세워졌다.
- 1961년 회사 상호명을 일양제작소를 일양약품공업사로 변경하였다.
- 1971년 인삼 자양강장 드링크 원비디를 출시하였다. 원비디는 출시 5개월째 판매량이 40만 병을 넘어섰다.
- 1971년 일양약품공업사를 일양약품공업㈜로 상호변경 및 법인체로 전환
- 1972년 서울 하월곡동 생산공장 시대는 막을 내리고 생산시설은 용인 시대를 개막하였다
- 1973년 일본 후지화학 기술제휴한 액체위장약 노이시린 출시하였다
- 1973년 인삼 자양강장 드링크 원비디를 출시 2년만에. 아시아 (일본, 대만, 홍콩, 싱가포르 등) 지역에 수출하였다.
- 1974년 주식을 증권거래소에 상장했다.
- 1976년 원비디의 후속 제품인 원비에프를 출시했고, 7만 5000병을 미국으로 수출했다.
- 1977년 진해거담제 아스마에스시럽 출시하였다
- 1977년 일양약품 군산공장 완공
- 1981년 이담효소 소화제 아진탈 출시하였다
- 1984년 일양약품 씨름단을 창단했다.
- 1985년 프랑스 불란서 라테마사 기술제휴한 과민성대장증상 치료제 디세텔 시판
- 1985년 미국 SC존슨사 스프레이형 살충제 레이드 판매계약제휴
- 1985년 스프레이형 살충제 레이드 출시
- 1985년 정통 영지버섯 드링크인 영비천을 시중에 선보였다.
- 1987년 녹색병에 생약성분의 건위소화제 생단액 시판
- 1989년 아진탈를 리뉴얼을 한 아진탈포르테 재출시
- 1989년 생약성분 보강이 된 진해거담제 아스마에취시럽 재출시
- 1989년 설치식 바퀴살충제 레이드 콘트롤러 시판
- 1990년 무설탕에 영지버섯 드링크 영비천 재출시에 영비천 캔으로 출시하였다
- 1990년 일양약품 자매회사인 금보제약㈜, 동방합성화학㈜ 기공식
- 1991년 회사명을 일양약품공업㈜를 지금의 일양약품㈜의 상호로 변경하였다.
- 1992년 93 대전엑스포 공식음료 후원사 지정
- 1994년 정형식 회장의 장남인 정도언이 대표이사 사장에 취임했다.
- 1995년 영지버섯이온함유음료 영비천마일드 출시하였다
- 1995년 영비천이 러시아 우주 비행사의 공식후원 지정하였다.
- 1997년 영비천을 리뉴얼을 한 영비천S를 재출시하였다
- 1997년 생단액을 리뉴얼을 한 생단액에스 재출시하였다
- 1999년 일양약품 군산공장 폐쇄
- 2003년 토코페롤 드링크린 일양토코페롤과 체지방 분해 음료 원다이어트를 출시했다.
- 2004년 영비천S를 리뉴얼을 한 영비천골드 재출시하였다
- 2011년 충북 음성에 백신공장을 준공하였다
- 2013년 독감백신을 식약처에서 허가받았다.
- 2016년 용인시 하갈동에 도시첨단산업단지인 일양히포도시첨단산업단지 조성 MOU체결(용인시-일양약품 2800억 투자)
- 2020년 12월 일양약품 용인공장 부지 일양히포도시첨단산업단지 조성공사 1,2차 개발사업 변경 고시
- 2023년 5월 중국법인 통화일양이 해산을 하였다. (중국 합작사 측부터 분쟁으로 해체가 되었다.)
- 2024년 2월 일양약품-음성군 이전신설 투자 협약체결 (2026년에 본사, 공장을 음성용산산단에 이전 예정)

## 제품

### 일반의약품
- 노루모 (노루모에이스산,노루모에스산,노루모현탁액,노루모에프내복액,노루모듀얼액션)
- 원비디
- 원비레드
- 아스마에프 (구,아스마에스/아스마에취)
- 아진탈포르테/아진탈플러스 (구,아진탈)
- 아진팜/아진팜케이
- 제트유정
- 장제로 (제조허가 및 제조의뢰원 : 에이치엘비제약)
- 디아로펜캡슐 (제조허가 및 제조의뢰원 : 마더스제약)
- 노이겔현탁액
- 위제로(정,츄어블,무당액,유쾌)
- 속콜기가/속콜큐어연질캡슐
- 속코정
- 일양원방우황청심원액
- 일양노이시린에이정
- 황력액
- 아이치온 (제조허가 및 제조의뢰원 : 마더스제약)
- 젠타졸정 (제조허가 및 제조의뢰원 : CMG제약)
- 애린쏙 (제조허가 및 제조의뢰원 : 넥스팜코리아)
- 아네린 (제조허가 및 제조의뢰원 : 한국파비스제약)

### 전문의약품
- 놀텍정
- 디세텔정 (제조원 : ㈜한독)
- 란시드캡슐 15mg,30mg
- 이티브정 50mg
- 원듀엣정 5mg,10mg
- 쿠쿠라튬시럽
- 알보린정 5mg
- 일양플루백신 프리필드시린지주
- 일양하이트린정
- 일양하이네콜정

### 의약외품
- 원비디-진
- 생까스액(구,생단액/생단액에스)
- 멜라포유정
- 영비천골드
- 타우스제트
- 코코몽 베이비 파우더

### 화장품
- SIS 퍼펙트세럼
- SIS 온리원 크림
- SIS 온리원 울트라 나이트크림
- SIS 마스크팩
- SIS 온리원 울트라 모이스처 퍼펙트세럼2
- 바세린퓨어스킨겔
- 선퓨어로션
- 소녀콜라겐

### 건강기능식품
- 신바이오틱스3000
- 어린이 6년근 홍삼
- 하모네 슈퍼플러스 요로건강 크랜베리
- 코코몽 프로바이오틱스 베베 딸기맛
- 코코몽 홍삼키즈 쑥쑥
- 코코몽 멀티비타

## 판매중단제품
- 원비큐
- 원비에프
- 원비원캅셀/원비원
- 나폴레온철력
- 스파맥정
- 왕삼천
- 금보청간탕
- 노이시린겔/노이시린에이
- 일양파마킬
- 꾸러기철력
- 칼로리밀
- 이브(EVE) (현,일본 에스에스제약으로 판매이관)
- 영비천마일드
- 말리스킨
- 브레인트로피아닷컴
- 나폴레옹화이바애플
- 디에스정
- 하이포산
- 노바크로루
- 썰파노바폰/노바폰시럽
- 진통산
- 애시드린
- 아날긴
- 레이드 (현,SC존슨으로 판매이관)
- 아스마 에스
- 푸록센
- 인스테논
- 침강 탄산칼슘
- 차망-샤넬
- 이푸라돌
- 디푸룩
- 구기디
- 일양 갈근탕
- 알코텐
- 알바콤
- 디푸루칸
- 네오노루모
- 하이포
- 레모나-D (현,경남제약으로 판매이관)
- 잔트락틴
- 일양 코코몽 시리즈
- 꾸러기 똑똑
- 꾸러기 쑥쑥
- 꾸러기 박사
- 꾸러기 롱

## 사업장 현황
- 일양약품 본사 및 용인공장: 경기도 용인시 기흥구 하갈로 110 일양약품 (하갈동)
- 일양약품 음성백신공장: 충청북도 음성군 금왕읍 대금로 1291 (내송리)
- 일양약품 중국현지공장: 양주일양제약유한공사,일양한중(상해)무역유한공사 2개 공장